# アルカディウシュ・ボンク
アルカディウシュ・ボンク（Arkadiusz Bąk、1974年10月6日 - ）は、ポーランドの元サッカー選手。元ポーランド代表。ポジションはミッドフィールダー。

## 来歴
1998年2月に親善試合でポーランド代表デビュー。デビュー戦後、出場機会は無かったが、2001年6月に代表復帰、2002 FIFAワールドカップにも出場した。ポーランド代表で通算13試合に出場した。

## 代表歴

### 出場大会
- ポーランド代表
  - 2002 FIFAワールドカップ

### 試合数
- 国際Aマッチ 13試合 0得点（1998年-2001年）[1]

| ポーランド代表 | 国際Aマッチ | 国際Aマッチ |
| 年             | 出場        | 得点        |
| -------------- | ----------- | ----------- |
| 1998           | 1           | 0           |
| 1999           | 0           | 0           |
| 2000           | 0           | 0           |
| 2001           | 7           | 0           |
| 2002           | 5           | 0           |
| 通算           | 13          | 0           |